# YOUNGER GENERATION
YOUNGER GENERATION（ヤンガージェネレーション）とは日本の音楽ユニット。およびこのユニットのファーストアルバムのタイトル。

## メンバー
- バカボン鬼塚:ボーカル
- 村上雄信:ギター
- 後藤秀人:ギター
- 白井雄介:ベース
- 張替智広:ドラムス

バカボン鬼塚、村上は『かかし』、後藤、白井、張替は『キンモクセイ』のメンバーである。

## YOUNGER GENERATION (アルバム)
『YOUNGER GENERATION』（ヤンガージェネレーション）は、YOUNGER GENERATIONが2008年9月25日に発表した1作目のアルバムである。

### 収録曲
1. 虹の片方
2. 恋の神様
3. 夕焼けの丘
4. ア ピースフル デイ
5. 家路
6. タイニーサーファーボーイ
7. 黄昏ヘブン
8. 塩と砂糖
9. Feel it
10. 風の中のデイジー
11. デイライト